# Dobrzyca Leśna
Dobrzyca Leśna – część wsi Wiesiółka w Polsce, położona w województwie zachodniopomorskim, w powiecie wałeckim, w gminie Wałcz.
W latach 1975–1998 Dobrzyca Leśna administracyjnie należała do województwa pilskiego.